# 사이먼 페그
사이먼 존 페그(Simon John Pegg, 1970년 2월 14일 ~ )는 잉글랜드의 배우, 희극인, 각본가이다.

## 출연 작품

### 영화
- 《게스트 하우스 파라다이스》(Guest House Paradiso, 1999년)
- 《새벽의 황당한 저주》(Shaun of the Dead, 2004년)
- 《랜드 오브 데드》(Land of the Dead, 2005년)
- 《미션 임파서블 3》(Mission: Impossible III, 2006년)
- 《빅 나싱》(Big Nothing, 2006년)
- 《프리 지미》(Free Jimmy, 2006년)
- 《그라인드하우스》(Grindhouse, 2007년)
- 《굿 나잇》(The Good Night, 2007년)
- 《뜨거운 녀석들》(Hot Fuzz, 2007년)
- 《런, 팻보이, 런》(Run, Fat Boy, Run, 2007년)
- 《하우 투 루즈 프렌즈》(How to Lose Friends & Alienate People, 2008년)
- 《스타 트렉: 더 비기닝》(Star Trek, 2009년)
- 《아이스 에이지 3: 공룡시대》(Ice Age: Dawn of the Dinosaurs, 2009년)
- 《나니아 연대기: 새벽 출정호의 항해》(The Chronicles of Narnia: The Voyage of the Dawn Treader, 2010년)
- 《미션 임파서블: 고스트 프로토콜》(Mission: Impossible – Ghost Protocol, 2011년)
- 《지구가 끝장 나는 날》(The World's End, 2013년)
- 《꾸뻬씨의 행복여행》(Hector and the Search for Happiness, 2014년)
- 《미션 임파서블: 로그네이션》(Mission: Impossible – Rogue Nation, 2015년)
- 《스타워즈: 깨어난 포스》(Star Wars: The Force Awakens 2015년)
- {런던 시계탑 밑에서 사랑을 찾을 확률/ 2015}
- 《스타트렉 비욘드》(Star Trek Beyond, 2016년)
- 《앱솔루트 애니씽》
- 《맨 업》
- 《클로버필드 패러독스》
- 《레디 플레이어 원》
- 《미션 임파서블: 폴아웃》
- 《럭》 - 밥 역 (목소리)
- 《아이스 에이지: 벅의 대모험》 - 벅 와일드 역 (목소리)
- 《낸더 포더 앤드 더 토킹 몽구스》 - 낸더 포더 역
- 《미션 임파서블: 데드 레코닝》- 벤지 던 역
- 《미션 임파서블: 파이널 레코닝》- 벤지 던 역

### 텔레비전
- 《스페이스드》(Spaced)
- 《비정상회담》 (JTBC, 2016년)
- 《런닝맨》 (SBS, 2018년)